# Македонски ренесанс
Македонският ренесанс или още Византийският ренесанс е название на периода от византийската култура и изкуство при управлението на Македонската династия (867 - 1057), през който Византия достига културен разцвет. 

Това е времето след победата на иконопочитанието над иконоборството, както и периода през който България приема християнството от Византия.
- творби
- Свети Лука (Дистомо)
- Триптих на Арбелвил,Лувър
- Парижки псалтир
- псалтир на Василий II

В началото на периода на Македонския ренесанс бъдещият български владетел Симеон Велики получава своето образование и държавническа подготовка в Магнаурската школа в Константинопол, а управлението му става известно като Златен век на старобългарската книжнина, просвета, архитектура, изкуство и култура.